# Alimentación biológica
Comida orgánica o Alimento orgánico es un término que define los alimentos destinados al consumo que han sido producidos sin productos químicos y procesados sin aditivos (carnes, productos agrícolas, vinos y bebidas).
En el sector se utilizan en muchas ocasiones indistintamente los términos “ecológico”, “biológico” y “orgánico”. Sin embargo es conveniente resaltar el uso que se le da a cada palabra en el mercado. En España la fórmula más habitual es “ecológico”, al igual que en Alemania (biologisch) y Francia. En el mundo anglosajón el término “orgánico” es el más utilizado .
El empleo de estos términos está regulado por la ley, aunque en ocasiones autoriza que algunos alimentos utilicen el término “natural” en su denominación. Este es el caso del yogur, el café y el agua mineral, entre otros. Sin embargo, ciertos productos emplean este término como reclamo publicitario asociado a una mayor calidad.
Hay que fijarse bien ya que muchos productos del mercado utilizan la palabra “bio” en su etiqueta pero no son de origen biológico, sino que contienen bífidus, por ejemplo, por lo que diversas asociaciones ecológicas han denunciado el hecho.
Cuando se utilice el logotipo comunitario, la indicación del lugar en que se hayan obtenido las materias primas agrarias de que se compone el producto deberá figurar también en el mismo campo visual que el logotipo y adoptará diversas formas dependiendo de si todas las materias primas agrícolas han sido obtenidas en la Unión Europea o se utilizan todas o partes de ellas obtenidas en un tercer país.
El 15 de febrero de 2012, en Nuremberg, la Unión Europea y los Estados Unidos acuerdan que a partir del 1 de junio de 2012 los productos orgánicos certificados en Europa o en los Estados Unidos podrán venderse como tales en el territorio del otro. El valor combinado de los sectores ecológicos de los Estados Unidos y la Unión Europea se cifra en unos 40.000 millones de euros y aumenta cada año.

## Historia
El movimiento orgánico empezó al inicio del siglo XX. Había pocas asociaciones en todo el mundo. Las más reconocidas eran Demeter International de Alemania, el Soil Association del Reino Unido y Rodales en los USA. En 1972 estas organizaciones se unieron al formar la Federación Internacional de Movimientos Agrícolas Orgánicos e impulsaron la creación de la certificación del ministerio de agricultura norteamericano USDA Organic Certification.
En los años 60 y 70 con el movimiento hippy y la defensa de lo natural aumentó el interés por la salud en la nutrición, la conservación del medioambiente, etc.
También el movimiento fue un requisito por parte de los consumidores que tenían miedo de los potenciales peligros asociados al uso de productos químicos en la cadena de producción de los alimentos.
En los años 70 y 80, estos productos se ofrecían sólo en tiendas especializadas y en los 90 ya empezaron a verse de manera habitual en los supermercados, donde ocupan posiciones relevantes.
El mercado alemán de productos ecológicos es el mayor de la Unión Europea. Se espera que los volúmenes de venta en este sector continúen evolucionando al alza. 
En Alemania el cultivo ecológico representa un sector económico exitoso enfocado, en gran medida, al principio de sostenibilidad que pretende mantener y proteger los recursos naturales y que repercute de forma muy positiva en el medio ambiente. Pero a pesar de los aumentos de la producción, la oferta no llega a cubrir la demanda.

## Objetivos
La producción ecológica perseguirá los siguientes objetivos generales:
Asegurar un sistema viable de gestión agraria que respete los sistemas y los ciclos naturales y preserve y mejore la salud del suelo, el agua, las plantas, los animales y el equilibrio entre ellos y que minimice el impacto humano.
Contribuir a alcanzar un alto grado de biodiversidad. La agricultura ecológica quiere conservar e impulsar la variedad genética de las especies, y con ello la riqueza de los paisajes de cultivo.
Hacer un uso responsable de la energía y los recursos naturales, reduciendo emisiones y contaminantes: respetar el medio ambiente es una de las máximas de los productos ecológicos. La agricultura ecológica es la más respetuosa con la fauna, la que genera una contaminación más baja de aerosoles, produce menos dióxido de carbono, previene el efecto invernadero, no genera residuos contaminantes y ayuda al ahorro energético y de los gobiernos, ya que en el cultivo y en la elaboración de los productos se aprovecha el máximo de recursos renovables.
Cumplir rigurosas normas de bienestar animal que respondan a las necesidades de comportamiento propias de cada especie: trabajar con razas autóctonas del país y controladas desde su origen. Animales criados al aire libre y alimentados con leche materna hasta los ocho meses y que continúan con su alimentación con forrajes ecológicos sin fertilizantes, pesticidas ni transgénicos.
Evitar el uso de antibióticos, hormonas, aditivos ni estimulantes de ningún tipo para acelerar el crecimiento y engorde de los animales. En la actualidad existe una preocupación sobre el reciente uso de antibióticos en la ganadería tradicional y los posibles efectos sobre la salud humana. Los estándares de control de reglamento europeo restringen el uso de antibióticos en la ganadería ecológica, hecho que beneficia la salud de los consumidores.
El tratamiento veterinario que se dispensa al ganado, salvo excepciones muy tipificadas es, en muchas ocasiones, homeopático; esto significa que los animales se cuidan de forma preventiva. Asimismo, se realiza su sacrificio de manera que se eviten situaciones de estrés para reducir las toxinas de la carne.
Obtener productos de alta calidad y con buen sabor. Los productos ecológicos, al ser elaborados de forma más artesanal y cuidadosa, recuperan los gustos originales y tienen mejor aroma, color y sabor.
Obtener una amplia variedad de alimentos y otros productos agrícolas que respondan a la demanda de los consumidores.
Apoyo de las granjas y las empresas locales. Facilidad en la adquisición de productos de la zona. Esto ayuda también a minimizar las emisiones causadas por los transportes de productos de un sitio a otro.
Reducir el consumo de aditivos y conservantes mediante el uso de la agricultura biológica: separación de semillas, siembra y cosecha de productos de estación, control de plagas a través de la rotación de campos o mediante productos orgánicos, utilizar abonos biológicos para la fertilización (ver link)
Al no contener sustancias artificiales, los alimentos procedentes de la agricultura ecológica son asimilados correctamente por el organismo sin alterar las funciones metabólicas. Según los especialistas en nutrición, gran parte de las enfermedades degenerativas tienen su origen en la alimentación.
Seguridad de los alimentos, sin manipulación de genes. En la agricultura ecológica no se autorizan los organismos genéticamente modificados (OGM) ya que esta agricultura conduce a una uniformidad y erosión genéticas lo que se traduce en una pérdida de variedad, con grandes extensiones de un mismo cultivo.
Protección contra escándalos alimentarios como los sufridos en el pasado.

## Escándalos alimentarios
1967, epidemia de fiebre aftosa en Gran Bretaña; 400.000 animales son sacrificados.
1981, escándalo del aceite alimenticio de colza alterado en España. 400 personas mueren y miles quedan discapacitadas.
1985, anticongelante en vino austriaco para agregar cuerpo a vinos baratos.
1989, salmonela en huevos británicos. 23 personas mueren antes de que el gobierno decida admitir la infección.
1990, aguas minerales contaminadas en Francia. Toda la reserva de agua mineral de Perrier es retirada del mercado por contaminación de benceno.
1993, toxina en zumo de manzana en Gran Bretaña. Los zumos contenían al menos ocho veces la cantidad permitida de patulín, una toxina ligada a ciertos tipos de cáncer.
1992-95, listeria en quesos de Francia, al menos 20 personas murieron
1996-97, bacteria E. Coli en carnes cocidas en Escocia.
1998, dioxinas en carne de pollo y huevos de Bélgica.
1986-1999, vacas locas en Gran Bretaña. Al menos treinta personas murieron a causa de la enfermedad de Creutzfeld-Jakob, que afecta a las reses.
1999, gas carbónico contaminado en refrescos de Bélgica.
2002, maíz contaminado con nitrofén en la comida utilizada para la cría de aves en Alemania.
2005, más de 2.800 toneladas de productos cárnicos y embutidos incautados en Alemania al descubrir mercancías caducadas y con un falso etiquetado.
2007, al menos cien personas murieron en Panamá tras consumir alimentos y fármacos chinos contaminados. El exdirector de la autoridad alimenticia fue ejecutado allí por corrupción y negligencia.
2008, reutilización de derivados lácteos caducados, podridos, con gusanos o excrementos de roedores para hacer pasta de queso semi-elaborado en Italia.
2011, se detecta bacteria E. Coli en Alemania. Varias personas mueren y muchas más resultan infectadas.
2013, carne de caballo en productos precocinados. Empezó en Reino Unido y se extendió a varios países. No era la carne de vacuno anunciada
2019, carne infectada de listeria en España. Se calcula que hubo unas 20 muertes y numerosos abortos a causa de esta bacteria.
Apoyo al comercio justo. Los gobiernos de los países en vías de desarrollo deben trabajar mejorando las infraestructuras para maximizar las oportunidades comerciales con sus vecinos, mientras que las naciones más desarrolladas deben fomentar el comercio justo y racionalizar las fechas de caducidad y otros sistemas de etiquetado.

Alimentación sana. Una característica de la agricultura ecológica es que, al cultivar los alimentos en suelos equilibrados por fertilizantes naturales, los productos son más nutritivos, ya que contienen unos niveles más altos de vitaminas – especialmente la C – minerales esenciales (calcio, magnesio, hierro y cromo) y antioxidantes que ayudan a prevenir determinadas enfermedades como el cáncer.

La mayor parte de estos puntos se encuentran recogidos en una encuesta realizada por el Bundesanstalt fur Ernährung, Ladwirtschaft und Verbraucherschutz (Instituto Federal Alemán de Alimentación y Agricultura) en el año 2013.

## Uso de pesticidas
Centenares de pesticidas químicos son utilizados habitualmente en la agricultura convencional, lo que provoca que restos de residuos de pesticidas aparezcan en los alimentos que ingerimos diariamente. Diferentes estudios toxicológicos realizados demuestran la relación existente entre los pesticidas y ciertas patologías como el cáncer, las alergias y el asma. Aparte del perjuicio para la salud del trabajador agrícola, la utilización de estas sustancias conlleva un coste adicional a la sociedad, ya que esta debe eliminar los residuos que los pesticidas dejan en la naturaleza.
Estudios de Greenpeace del año 2005 en los que analizaros 658 alimentos típicos de temporada de cultivos convencionales, mostraron que tres de cada cinco frutas y verduras tenían residuos elevados de pesticidas. Las muestras pertenecían a varias cadenas populares de supermercados de Alemania, Suiza y Austria como Billa, Aldi, Lild, etc. La mejor nota la obtuvo la cadena austriaca Billa que lleva a cabo en cooperación con la organización Global 2000 un programa de reducción de pesticidas.
Según investigaciones actuales, los niveles de estos residuos son demasiado bajos para ser peligrosos para la salud. Además no hay diferencia entre los pesticidas sintéticos y los naturales. Un análisis de 52 pesticidas mostró que 27 de ellos pueden ser cancerígenos y que forman parte de muchos alimentos convencionales. Una taza de café por ejemplo contiene la dosis de sustancias cancerígenas que se absorbe en forma de residuos de pesticidas en la alimentación convencional durante un año.